# Italo Svevo
Italo Svevo, właściwie Aron Hector Schmitz, Ettore Schmitz (ur. 19 grudnia 1861 w Trieście, zm. 13 września 1928 w Motta di Livenza) – włoski pisarz i publicysta.

## Życie i twórczość
Pochodził z zamożnej żydowskiej rodziny kupieckiej. Wraz z bratem Adolfo uczył się w latach 1874–1878 w prywatnej szkole handlowej Brüsselsche Institut w Segnitz w Bawarii, prowadzonej od 1872 przez polityka Socjaldemokratycznej Partii Robotniczej Samuela Spiera. Bankructwo ojca zmusiło Schmitza do porzucenia planów studiów humanistycznych we Florencji. Po studiach handlowych w Niemczech rozpoczął pracę w filii austriackiego Union-Banku w Trieście, który miał wówczas status wolnego miasta cesarskiego w ramach monarchii austro-węgierskiej.
Nie zerwał kontaktów z miejscowym środowiskiem literackim – współpracował z lokalnymi gazetami, głównie z „L'Indipendente”, publikując recenzje literackie i drobne artykuły pod pseudonimem Ettore Samigli. W 1892 i 1898 roku opublikował pod pseudonimem Italo Svevo swoje pierwsze powieści Una vita (Jedno życie) i Senilità (Starość), które jednak nie spotkały się z zainteresowaniem krytyki ani czytelników. Rozgoryczony niepowodzeniem zajął się karierą zawodową w przedsiębiorstwie teściów – w lipcu 1896 roku poślubił znacznie od siebie młodszą córkę kuzynki swojej matki, Livię Veneziani, której rodzice posiadali w Trieście fabrykę farb do zastosowań podwodnych. W 1897 opublikował opowiadanie La tribù w czasopiśmie „Critica Sociale” wydawanym przez współzałożyciela Włoskiej Partii Socjalistycznej Filippo Turatiego.
Podróżował jako przedstawiciel firmy teściów do Francji, Niemiec i Anglii, gdzie w 1903 powstała filia przedsiębiorstwa w londyńskiej dzielnicy Charlton (Schmitz stał się kibicem klubu piłkarskiego Charlton Athletic). Z tego względu w 1907 rozpoczął prywatne lekcje angielskiego u Jamesa Joyce'a, który był wówczas nauczycielem szkoły językowej Berlitza w Trieście. Przyjaźń z Joyce’em, którego wspierał finansowo, rozbudziła w nim dawne ambicje, a lektura Freuda, którego tłumaczył na włoski, i I wojna światowa, która ograniczyła działalność firmy, pchnęły go do pracy nad kolejną powieścią. 
Po wybuchu I wojny światowej przebywał na przełomie sierpnia i września 1914 w Niemczech, gdzie nabrał przekonania o nieuchronnym zwycięstwie tego państwa w rozpoczętym konflikcie. Po przystąpieniu Włoch do wojny w maju 1915 i ucieczce teściów przed internowaniem do Zurychu i Londynu przejął jako obywatel austriacki zarząd nad fabryką, objętą kontrolami i rekwizycjami ze strony armii austriackiej.
W 1919 ogłosił projekt pokoju światowego opartego na koncepcjach laureata Pokojowej Nagrody Nobla z 1911 Alfreda Hermanna Frieda oraz niemieckiego polityka liberalnego i delegata Niemiec na konferencję pokojową w Paryżu Walthera Schückinga. W tym samym roku nawiązał współpracę z triesteńskim dziennikiem „La Nazione”, wydawanym przez Silvio Benco, redaktora pism Joyce'a, i Giulio Cesariego do nastania rządów faszystowskich w 1922. Zaczął używać włoskojęzycznego pseudonimu Ettore Samigli jako nazwiska.
W 1923 roku ukazał się Zeno Cosini (La coscienza di Zeno). Początkowo również ta książka nie spotkała się z życzliwym przyjęciem. Mieszkający w Paryżu Joyce, do którego Svevo zwrócił się z prośbą o recenzję, zainteresował nią grupę francuskich intelektualistów związanych z pismem „Le Navire d'Argent”. Wkrótce pojawiły się entuzjastyczne recenzje wszystkich trzech dotychczasowych książek, zarówno we Francji, jak i we Włoszech, gdzie pisarzem zainteresował się Eugenio Montale. Sześćdziesięcioletni Svevo próbował pisać dalej, ale nowa powieść Corto viaggio sentimentale (Krótka powieść sentymentalna) pozostała nieukończona, a z planowanej kontynuacji powieści Zeno Cosini – Il vecchione lub Il vegliardo (Starzec), powstało tylko pięć rozdziałów. Svevo zdążył opublikować wtedy kilka opowiadań.
Zmarł w 1928 roku w wyniku urazów odniesionych w wypadku samochodowym.
Główną cechę jego twórczości jest bardzo wnikliwa psychologiczna charakterystyka głównych bohaterów, ludzi samotnych i nie przystosowanych do życia w mieszczańskim społeczeństwie. Bohaterowie Svevo to tzw. inetti – ludzie nieprzystosowani do życia, od początku skazani na klęskę. Styl pisarza cechuje się stosowaniem monologu wewnętrznego i wykorzystywaniem dialektu triesteńskiego.

## Powieści
- 1892 Una vita – Jedno życie (wyd. polskie 1960 r.)
- 1898 Senilità – Starość (wyd. polskie 2002 r.)
- 1923 Zeno Cosini – Zeno Cosini (wyd. polskie 1966 r., 2024 r[6].)